# Provincia Bas-Uele
Provincia Bas-Uele (Uele Inferior) este o unitate administrativă de gradul I, una dintre cele 25 noi provincie ale Republicii Democratice Congo, create în reîmpărțirea din 2015.
Reședința sa este orașul Buta.